# Mouvement républicain et citoyen
Pour les articles homonymes, voir MRC.
 (mars 2024).
Le Mouvement républicain et citoyen (MRC) est un parti politique français fondé en 2003, qui prend la suite du Mouvement des citoyens et avant lui du Centre d'études, de recherches et d'éducation socialiste (CERES). De 2002 à 2004, il fait partie du Pôle républicain. Le parti prône un protectionnisme modéré ainsi qu'un fort étatisme.
En 2019, il participe à la création de la Gauche républicaine et socialiste (GRS) en s'associant à l'Alternative pour un programme républicain, écologiste et socialiste, créée par Marie-Noëlle Lienemann et Emmanuel Maurel après leur départ du Parti socialiste, mais sans se fondre pour autant.

## Historique
En janvier 1991, Jean-Pierre Chevènement démissionne de son poste de ministre de la Défense pour manifester son opposition à l'engagement français aux côtés des troupes américaines au Koweït, pourtant décidé par François Mitterrand. Le Mouvement des citoyens (MDC) est créé l'année suivante, prenant le relais de Socialisme et République, et avant lui du CERES (aile gauche du Parti socialiste). À nouveau en désaccord avec le PS sur la question du traité de Maastricht, le MDC fait scission pour devenir un parti politique indépendant au début de l'année 1993.

### Après 2002
À l'occasion de l'élection présidentielle de 2002, où Jean-Pierre Chevènement, candidat du Pôle républicain, obtient 5,33 % des voix, le Mouvement des citoyens se transforme en Pôle républicain. Après l'échec de celui-ci aux élections législatives (il n'obtient aucun élu, contre 7 élus sortant pour le MDC), des dissidents fondent l'AGR.
Les 25 et 26 janvier 2003 se tient le congrès fondateur du Mouvement républicain et citoyen. Il regroupe majoritairement des anciens membres du MDC, dont son président d'honneur, Jean-Pierre Chevènement, son premier secrétaire, Jean-Luc Laurent et son porte-parole, Georges Sarre. Le Pôle républicain subsiste alors en tant que confédération composée à parité de membres du MRC et de représentants des autres composantes (gaullistes de l'Union gaulliste pour une France républicaine (UGFR), radicaux de l'Union des républicains radicaux (U2R)…).
En juin 2003, quatre secrétaires nationaux du MRC, dont Éric Coquerel et l'ancien juge Éric Halphen, décident à leur tour de démissionner et fondent le Mouvement pour une alternative républicaine et sociale (MARS), dissident, qui se rapprochera du PCF et de l'AGR.
En juin 2004, des militants ayant appelé à voter PCF aux européennes sont exclus.
Lors du congrès de Paris XXe, au gymnase de la Bidassoa en novembre 2004, le MRC réaffirme sa volonté d'agir en faveur d'une refondation républicaine de la Gauche ; il élit comme premier secrétaire l'ancien ministre Georges Sarre à 69 % des voix, et se donne les moyens d'une action militante dans la campagne pour le non au traité constitutionnel européen, victorieux le 29 mai 2005.
Lors du congrès de Paris XIe, gymnase Japy, en avril 2006, le MRC se prononce en faveur d'un candidat de rassemblement de la gauche qui puisse donner une suite au non du 29 mai 2005 (voir Comité d'initiative pour un rassemblement antilibéral : élection présidentielle de 2007). Si un tel rassemblement devait ne pas aboutir, Jean-Pierre Chevènement se présenterait, soutenu par le MRC.
Les instances du MRC décident à 84 %, le 10 décembre 2006, de ne pas présenter la candidature de Jean-Pierre Chevènement et de soutenir Ségolène Royal dès le premier tour. L’accord électoral prévoit que 10 circonscriptions sont réservées à des candidats MRC, qui sont également soutenus par le PS et que six places de suppléants de candidats socialistes sont réservées au MRC. Dans une soixantaine de circonscriptions, le MRC présente ses propres candidats à côté des candidats présentés ou soutenus par le PS (40). Il obtient finalement un seul siège, celui de Christian Hutin dans le Nord qui s'inscrit au groupe Socialiste, radical, citoyen.

### Face au Front de gauche
Le 22 juin 2008, Jean-Pierre Chevènement prend la tête de la présidence effective du MRC lors du congrès du Kremlin-Bicêtre (Val-de-Marne), avec l'appui de 167 voix sur 178 votants. M. Chevènement fait part à cette occasion de son ambition de se présenter aux élections sénatoriales de septembre de la même année. Il lance aussi un appel au PS et au PCF pour la fondation d'un grand parti de la gauche, dont le leader serait le candidat unique de la gauche de gouvernement à l'élection présidentielle de 2012.
Lors des élections sénatoriales, le MRC gagne un sénateur, Jean-Pierre Chevènement remportant le siège du Territoire de Belfort dans le cadre d'une triangulaire l'opposant au candidat socialiste PS Yves Ackermann et à l'UMP, le 21 septembre 2008. Fin novembre, le sénateur de la Loire-Atlantique, François Autain, quitte le MRC pour rejoindre le Parti de gauche, réduisant les effectifs sénatoriaux du parti à un et mettant un point final à son groupe commun avec le Parti communiste français, le CRC.
En 2009, en l'absence d'un « accord avec l'ensemble des forces de gauche » sur les européennes et après des négociations infructueuses avec le Parti socialiste et le Front de gauche, le MRC décide de renoncer à participer à ces élections, préférant préparer « les échéances qui viennent et plus particulièrement celles de 2012 ». Cette consigne n'est pas suivie par l'ensemble du MRC, plusieurs fédérations et responsables du parti décidant de rejoindre le Front de gauche, la plupart du temps dans le cadre de la nouvelle organisation « République et socialisme ». Le 14 mai, Jean-Pierre Chevènement annonce dans un communiqué de presse que le MRC appellera officiellement à voter blanc ou nul.
Lors des élections régionales de mars 2010, le MRC passe un accord avec le PS et obtient 19 élus. Le 9 novembre 2010, deux conseillers régionaux MRC d'Île-de-France, Guillaume Vuilletet et Éric Chevaillier, annoncent rejoindre Europe Écologie. Cela porte à 5 le nombre d'élus MRC au conseil régional d'Île-de-France.
Le 9 mars 2012, le MRC conclut avec le PS un « contrat de législature » qui « fonde leur alliance pour 2012 ».
Les 15 et 16 décembre, lors de son 6e congrès, le MRC reconduit Jean-Luc Laurent en tant que président et lance une convention nationale sur la question européenne en 2013 pour préparer les élections européennes de 2014. Elle sera précédée de conventions locales, ouvertes « aux autres partis de gauche, aux associations, au monde du travail, aux entrepreneurs, à ceux qui réfléchissent à l'avenir de l'Europe. » Finalement, le parti annonce début mai qu'il ne présentera pas de candidats à ces élections et appelle les électeurs à boycotter le scrutin :

« Tous les cinq ans revient la même campagne de communication pour « vendre » aux citoyens ce parlement sans peuple. […] Cette élection dérisoire se fera sans nous. »

### Élection présidentielle de 2017
Le 13 juin 2015, Jean-Pierre Chevènement annonce qu’il quitte la présidence d’honneur du MRC afin de « reprendre sa liberté ». Cette décision est critiquée par Jean-Luc Laurent qui la regrette publiquement et y voit un « refus des procédures démocratiques et du vote des militants ». Ce départ, contrairement au vote du congrès du MRC qui rejetait le rapprochement avec Nicolas Dupont-Aignan, est salué par celui-ci. La motion adoptée au congrès par 88,5 % des délégués confirme l'inscription du MRC à gauche sur l'échiquier politique et affirme la présence d'un candidat pour l'élection présidentielle de 2017. À cette fin, l'investiture est attribuée le 7 février 2016 à Bastien Faudot, 37 ans, porte-parole du parti, conseiller départemental du Territoire de Belfort et conseiller municipal de Belfort. Sa candidature devait initialement s'insérer dans la primaire citoyenne de 2017, mais le premier secrétaire du PS Jean-Christophe Cambadélis la recale. Il se retire le 12 mars 2017 avec 18 parrainages validés.

### Création de la Gauche républicaine et socialiste
En octobre 2018, un conseil national du parti valide une résolution visant à s'associer avec l'Alternative pour un programme républicain, écologiste et socialiste, créée par Marie-Noëlle Lienemann et Emmanuel Maurel. Le Mouvement républicain et citoyen acte lors de son congrès national de Paris Reuilly, les 1er et 2 décembre 2018, de s'engager dès 2019 dans la création d'une « nouvelle formation politique » conjointement avec les forces de l'APRÉS et visant à devenir la « maison commune de la gauche républicaine ». Les Rencontres fondatrices de Valence les 2 et 3 février 2019 donnent naissance à une nouvelle formation politique dénommée Gauche républicaine et socialiste (GRS). Conformément à ce qui a été adopté lors de son congrès national de décembre 2018, le MRC ne disparaît pas.
Pour les élections européennes de 2019, le MRC présente une candidate sur la liste Maintenant le peuple de La France insoumise et de la GRS, Catherine Coutard, urgentiste et vice-présidente du parti.
En amont de l'élection présidentielle de 2022, le MRC et la GRS font défection à Jean-Luc Mélenchon et participent à la campagne avortée d'Arnaud Montebourg,. Le 9 mars, après le retrait en janvier d'Arnaud Montebourg, le parti annonce son soutien à Fabien Roussel (PCF). Il participe à la fondation de la Fédération de la gauche républicaine, en avril 2022, avec la Gauche républicaine et socialiste, le mouvement d'Arnaud Montebourg L'Engagement, la Nouvelle Gauche socialiste et Les Radicaux de gauche (LRG, scission du PRG) en vue des législatives.
Lors des élections européennes de 2024 en France, le MRC fait partie de la liste Gauche unie pour le monde du travail soutenue par Fabien Roussel avec le Parti communiste français, la Gauche républicaine et socialiste, Les Radicaux de gauche et L'Engagement.

## Dirigeants

### Présidents
- Jean-Pierre Chevènement (2008-2010)
- Jean-Luc Laurent (2010-2024)
- Thierry Cotelle (2024-)

## Mouvement de jeunesse
Les jeunes du parti sont regroupés dans un mouvement appelé, de 2003 à 2006, « Jeunesses citoyennes », puis, après quelques années d'interruption, dans une nouvelle organisation, créée en 2009 sous l’appellation « Les jeunes du MRC ».

## Élus

### Députés
| Législatures      | Députés                  | Circonscription       | Circonscription | Groupe                                                         | Remarques                                 |
| ----------------- | ------------------------ | --------------------- | --------------- | -------------------------------------------------------------- | ----------------------------------------- |
| Xe (1993-1997)    | Jean-Pierre Chevènement  | Territoire de Belfort | 2e              | Socialiste (1993-1994) - République et liberté (1994-1997)     |                                           |
| Xe (1993-1997)    | Jean-Pierre Michel       | Haute-Saône           | 2e              | Socialiste (1993-1994) - République et liberté (1994-1997)     |                                           |
| Xe (1993-1997)    | Georges Sarre            | Paris                 | 6e              | Socialiste (1993-1994) - République et liberté (1994-1997)     |                                           |
|                   |                          |                       |                 |                                                                |                                           |
| XIe (1997-2002)   | Pierre Carassus          | Seine-et-Marne        | 3e              | Radical, citoyen et vert                                       |                                           |
| XIe (1997-2002)   | Roland Carraz            | Côte-d'Or             | 3e              | Radical, citoyen et vert                                       |                                           |
| XIe (1997-2002)   | Jean-Pierre Chevènement  | Territoire de Belfort | 2e              | Radical, citoyen et vert (1997) - (2000-2002)                  | Nommé au gouvernement le 4 juin 1997      |
| XIe (1997-2002)   | Gilberte Marin-Moskovitz | Territoire de Belfort | 2e              | Radical, citoyen et vert (1997) - (2000-2002)                  | Remplace Jean-Pierre Chevènement          |
| XIe (1997-2002)   | Jacques Desallangre      | Aisne                 | 4e              | Radical, citoyen et vert                                       |                                           |
| XIe (1997-2002)   | Jean-Pierre Michel       | Haute-Saône           | 2e              | Radical, citoyen et vert                                       |                                           |
| XIe (1997-2002)   | Georges Sarre            | Paris                 | 6e              | Radical, citoyen et vert                                       |                                           |
| XIe (1997-2002)   | Michel Suchod            | Dordogne              | 2e              | Radical, citoyen et vert                                       |                                           |
|                   |                          |                       |                 |                                                                |                                           |
| XIIIe (2007-2012) | Christian Hutin          | Nord                  | 12e             | Socialiste, radical et citoyen                                 |                                           |
|                   |                          |                       |                 |                                                                |                                           |
| XIVe (2012-2017)  | Marie-Françoise Bechtel  | Aisne                 | 4e              | Socialiste, républicain et citoyen                             | Quitte le MRC le 18 juin 2015             |
| XIVe (2012-2017)  | Christian Hutin          | Nord                  | 13e             | Socialiste, républicain et citoyen                             |                                           |
| XIVe (2012-2017)  | Jean-Luc Laurent         | Val-de-Marne          | 10e             | Socialiste, républicain et citoyen                             |                                           |
|                   |                          |                       |                 |                                                                |                                           |
| XVe (2017-2022)   | Christian Hutin          | Nord                  | 13e             | Nouvelle gauche (2017-2018) - Socialistes et apparentés (2018) | Rejoint le Mouvement des citoyens en 2018 |

### Sénateurs
| Début | Fin  | Sénateur                | Département                     | Groupe                                                                | Remarques                                           |
| ----- | ---- | ----------------------- | ------------------------------- | --------------------------------------------------------------------- | --------------------------------------------------- |
| 1993  | 2004 | Paul Loridant           | Essonne                         | Socialiste (1993-1995) Communiste, républicain et citoyen (1995-2004) |                                                     |
| 2000  | 2004 | Jean-Yves Autexier      | Paris                           | Communiste, républicain et citoyen                                    |                                                     |
| 2001  | 2008 | Pierre Biarnès          | Français établis hors de France | Communiste, républicain et citoyen                                    |                                                     |
| 2001  | 2008 | François Autain         | Loire-Atlantique                | Communiste, républicain et citoyen                                    | Quitte le MRC en 2008 et rejoint le Parti de gauche |
| 2008  | 2014 | Jean-Pierre Chevènement | Territoire de Belfort           | Rassemblement démocratique et social européen                         |                                                     |
| 2017  | 2018 | Sabine Van Heghe        | Pas-de-Calais                   | Socialiste et républicain                                             | Rejoint le Mouvement des citoyens en 2018           |

### Conseillers régionaux

#### 1998-2004
| Région                     | Élus                                                                              | Sièges    |
| -------------------------- | --------------------------------------------------------------------------------- | --------- |
| Aquitaine                  | Emmanuel Espagnol ¹                                                               | 1 / 85    |
| Bourgogne                  | Michel Vasquez                                                                    | 1 / 57    |
| Franche-Comté              | Jean-Loup Coly, Éric Houlley, Christian Proust                                    | 3 / 43    |
| Île-de-France              | Éric Ferrand, Nicole Touquoy-Morichaud, Christophe Lepage, Jean-Luc Laurent       | 4 / 209   |
| Languedoc-Roussillon       | Denis Brouillet                                                                   | 1 / 68    |
| Midi-Pyrénées              | Marie-Pierre Gleizes (Haute-Garonne)                                              | 1 / 91    |
| Nord-Pas-de-Calais         | Françoise Dal (Nord), Claude Nicolet (Nord), Jean-Marie Alexandre (Pas-de-Calais) | 3 / 113   |
| Picardie                   | Michel Vignal (Aisne), Sandrine Goffinon (Somme)                                  | 2 / 57    |
| Provence-Alpes-Côte d'Azur | Ladislas Polski (Alpes-Maritimes)                                                 | 1 / 123   |
| La Réunion                 | Christine Soupramanien                                                            | 1 / 45    |
| Total                      | Total                                                                             | 17 / 1827 |

¹ Quitte le MDC en 2001 et rejoint le PS

#### 2004-2010
| Région                     | Élus | Groupe                                     | Sièges    |
| -------------------------- | --- | ------------------------------------------ | --------- |
| Île-de-France              | Éric Ferrand, Daniel Guérin (Val-de-Marne), Nicole Touquoy-Morichaud, Christophe Lepage Guillaume Vuilletet (Val-d'Oise), Jean-Luc Laurent (Val-de-Marne), Rachid Adda | Républicain, radical et citoyen            | 7 / 209   |
| Languedoc-Roussillon       | Béatrice Négrier (Hérault) | Communistes, républicains et citoyens      | 1 / 68    |
| Nord-Pas-de-Calais         | Françoise Dal (Nord), Christian Hutin (Nord), Jean-Marie Alexandre (Pas-de-Calais)                                                                                     | Socialiste, citoyen et radical             | 3 / 113   |
| Basse-Normandie            | Philippe Bonneau (Calvados), Michèle Lemaux (Manche), Jacques Lecostey (Manche)                                                                                        | Républicain et citoyen                     | 3 / 47    |
| Provence-Alpes-Côte d'Azur | Jean-Louis Dieux | Socialiste, radical, citoyen et apparentés | 1 / 123   |
| Total                      | Total | Total                                      | 15 / 1880 |

#### 2010-2015
| Région                     | Élus | Groupe                                      | Sièges    |
| -------------------------- | --- | ------------------------------------------- | --------- |
| Auvergne                   | Jean-Marc Miguet (Puy-de-Dôme) | Socialiste et républicain                   | 1 / 47    |
| Franche-Comté              | Alain Letailleur (Doubs), Étienne Butzbach (Territoire-de-Belfort) | Socialiste, républicain et gauche solidaire | 2 / 43    |
| Île-de-France              | Pierre Dubreuil (Paris), Éric Chevaillier (Yvelines), Jean-Marc Nicolle (Essonne), Béatrice Desmartin (Seine-Saint-Denis) Jean-Luc Laurent ¹ (Val-de-Marne), Daniel Guérin (Val-de-Marne), Guillaume Vuilletet (Val-d'Oise) | Socialiste, républicain et apparentés       | 7 / 209   |
| Languedoc-Roussillon       | Béatrice Négrier (Hérault) | Communistes, républicains et citoyens       | 1 / 68    |
| Midi-Pyrénées              | Marie-Pierre Gleizes (Haute-Garonne) | Parti socialiste et républicain             | 1 / 91    |
| Nord-Pas-de-Calais         | Françoise Dal (Nord), Jean-Marie Alexandre (Pas-de-Calais) | Socialiste, citoyen et radical              | 3 / 113   |
| Pays-de-la-Loire           | Joël Batteux | Socialiste, républicain et citoyen          | 1 / 57    |
| Picardie                   | Michel Vignal (Aisne), Thierry Lucas (Somme) | Socialiste, républicain et citoyen          | 2 / 57    |
| Provence-Alpes-Côte d'Azur | Jean-Louis Dieux (Alpes-Maritimes) | Socialiste, radical et républicain          | 1 / 123   |
| Rhône-Alpes                | Frédéric Vergez | Parti socialiste                            | 1 / 45    |
| Total                      | Total | Total                                       | 19 / 1749 |

¹ Démissionne le 12 juillet 2012 à la suite de son élection à l'Assemblée nationale.

#### 2015-2022
| Région        | Élus                                           | Groupe                                                | Sièges   |
| ------------- | ---------------------------------------------- | ----------------------------------------------------- | -------- |
| Île-de-France | Jean-Marc Nicolle¹ (Val-de-Marne)              | Radical, citoyen, démocrate, écologiste et centristes | 1 / 209  |
| Occitanie     | Thierry Cotelle, Beatrice Négrier, René Moreno | Socialiste, républicain et citoyen                    | 3 / 158  |
| Total         | Total                                          | Total                                                 | 4 / 1757 |

¹ Jean-Marc Nicolle quitte le MRC en février 2018.
² Béatrice Negrier quitte le MRC en 2016 et rejoint le PS.

## Porosité avec les autres partis
Petit parti, le MRC a subi plusieurs scissions et départs. Certains étaient individuels, d'autres groupés, et ont donné lieu à d'autres mouvements.
- À gauche
  - Secrétaire du MRC, Éric Coquerel en démissionne en juin 2003 pour créer le Mouvement pour une alternative républicaine et sociale[30]. Quatorze ans plus tard, il devient député de La France insoumise, élu en Seine-Saint-Denis.
  - Christophe Ramaux, économiste et intellectuel, quitte le MRC en 2009 en dénonçant les ambiguïtés de ce parti sur le clivage droite/gauche. Il rejoint le Parti de gauche, qu'il quitte en 2011.
  - Lors des élections européennes de 2009, le MRC appelle au vote blanc. Refusant ce choix stratégique, plusieurs militants et élus fondent le parti République et socialisme, qui soutient le Front de gauche avant de le rejoindre officiellement en 2011[31].
  - En 2010 deux conseillers régionaux MRC d'Île-de-France, Guillaume Vuittelet et Eric Chevaillier, rejoignent Europe Écologie Les Verts. Ils affirment amener quatre-vingt adhésions avec eux mais ce départ n'est pas structuré[32].
- À droite
  - Plusieurs militants du MRC ont rejoint Debout la France, parti gaulliste souverainiste de Nicolas Dupont-Aignan, et ont été candidats pour ce parti à diverses élections, il n'y a cependant pas eu de départ massifs du MRC vers DLF[33]. Une alliance a été évoquée pour les élections européennes de 2014 mais n'a pas été suivie d'effet[34].
- À l'extrême droite
  - Florian Philippot, une des figures les plus médiatiques du Front national (FN) se revendique régulièrement du MRC et de Jean-Pierre Chevènement, un héritage que le MRC conteste fermement[35].
  - Plusieurs personnalités affirmant avoir participé à la campagne de Jean-Pierre Chevènement en 2002 sont aujourd'hui militants à l'extrême-droite. C'est notamment le cas de Paul-Marie Coûteaux, ancien député européen et fondateur du Souveraineté, identité et libertés, de Gilles Lebreton, eurodéputé du même mouvement affirmant avoir fait son entrée en politique avec la campagne de Chevènement[36] ou d'Alain Avello, conseiller régional des Pays de la Loire et président du collectif Racines[37]. Mais si ces personnes mettent en avant leur engagement de 2002, elles n'ont jamais été membres du MRC et Chevènement conteste toute proximité avec eux[38].
  - Bertrand Dutheil de La Rochère, cofondateur du Mouvement des citoyens puis du MRC, qui devient conseiller République et Laïcité de Marine Le Pen lors de la campagne présidentielle de 2012[39]. En avril 2016 un autre cadre national, Thibaut Garnier, alors secrétaire national chargé de l’action militante, rejoint le Front national[40].
  - Guillaume Bigot, essayiste et éditorialiste (notamment pour CNews), est candidat pour le Pôle républicain formé par le MRC dans la 8e circonscription des Yvelines lors des l'occasion des élections législatives de 2002[41]. Lors des élections législatives de 2024, il candidate cette fois pour le Rassemblement national dans la 2e circonscription du Territoire de Belfort[42],[43].
  - On peut aussi noter la participation de militants (ou anciens militants) MRC à des sites classés à l'extrême droite. Ainsi Christine Tasin, ancienne militante également passée par DLR, copréside le site Riposte laïque[44], largement consacré à la défense de l'islamophobie. On peut également citer Julien Landfried, encore membre du MRC et candidat aux législatives de 2012 sous cette étiquette, qui a cofondé avec le très controversé François Devoucoux du Buysson l'Observatoire du communautarisme[45] (aujourd'hui dissout). Ce même Julien Landfried sera pointé du doigt pour avoir donné une conférence sur son livre au local dirigé par le militant fasciste Serge Ayoub[46], fait qu'il admet en expliquant ignorer qui tenait l'endroit.

## Résultats électoraux

### Élections législatives
| Année | Voix  | %    | Sièges  |
| ----- | ----- | ---- | ------- |
| 2024  | 3 758 | 0,01 | 0 / 577 |